# St. Petersburg Open 1997 - Qualificazioni doppio
Le qualificazioni del doppio  dello  St. Petersburg Open 1997 sono state un torneo di tennis preliminare per accedere alla fase finale della manifestazione. I vincitori dell'ultimo turno sono entrati di diritto nel tabellone principale. In caso di ritiro di uno o più giocatori aventi diritto a questi sono subentrati i lucky loser, ossia i giocatori che hanno perso nell'ultimo turno ma che avevano una classifica più alta rispetto agli altri partecipanti che avevano comunque perso nel turno finale.
Le qualificazioni del doppio del torneo St. Petersburg Open 1997 prevedevano 4 coppie partecipanti di cui una è entrata nel tabellone principale.

## Teste di serie
1. Laszlo Markovits /  Stefano Pescosolido (ultimo turno)

1. Stéphane Simian /  Rogier Wassen (primo turno)

## Qualificati
1. Andrej Stoljarov  /   Igor Tchelychev

## Tabellone

### Legenda
| - Q = Qualificato - WC = Wild card - LL = Lucky loser | - ALT = Alternate - SE = Special Exempt - PR = Protected Ranking | - w/o = Walkover - r = Ritirato - d = Squalificato |

|  | Primo turno | Primo turno                          | Primo turno                          | Primo turno | Primo turno |  |  | Ultimo turno | Ultimo turno                         | Ultimo turno | Ultimo turno | Ultimo turno |  |
|  |             |                                      |                                      |             |             |  |  |              |                                      |              |              |              |  |
|  | 1           | Laszlo Markovits Stefano Pescosolido | Laszlo Markovits Stefano Pescosolido | 6           | 6           |  |  |              |                                      |              |              |              |  |
|  |             | Ján Krošlák Karol Kučera             | Ján Krošlák Karol Kučera             | 4           | 4           |  |  | 1            | Laszlo Markovits Stefano Pescosolido | 3            | 6            | 5            |  |
|  |             | Andrej Stoljarov Igor Tchelychev     | 6                                    | 7           | 7           |  |  |              | Andrej Stoljarov Igor Tchelychev     | 6            | 1            | 7            |  |
|  | 2           | Stéphane Simian Rogier Wassen        | 7                                    | 5           | 6           |  |  |              |                                      |              |              |              |  |